# إفلات ألدوستيرون
إفلات الدوستيرون في علم وظائف الأعضاء، هو مصطلح يُستخدم للإشارة إلى ظاهرتين متباينتين تحتويان على هرمون ألدوستيرون وهما مقابلتان لبعضهما تمامًا.: 
1. الإفلات من تأثيرات الاحتفاظ بـالصوديوم من زيادة الدوستيرون (أو القِشْرانِيَّاتُ المَعْدِنِيَّة الأخرى) في فَرْطُ الأَلدوستيرونِيَّة الأولي وهو ما يظهر جليا في حجم و/أو ضغط بِيْلَةُ الصُّودْيُوم.[1]
2. ولا يمكن المعالجة بواسطة مثبط الإنزيم المحول للأنجيوتنسين على نحو موثوق لوقف إطلاق الألدوستيرون، على سبيل المثال؛ في المرضى الذين يعانون من قصور القلب أو السكري، والتي عادة ما تظهر من خلال زيادة احتباس الملح والماء. وهذا المعنى الأخير قد يسمى أيضًا فرط الألدوستيرونية الحرون.[1]

وفي المرضى الذين يعانون من فرط الألدوستيرونية، لا يسبب التعرض المزمن للألدوستيرون الزائد وذمات كما كان متوقعًا. والألدوستيرون يسبب في البداية زيادة في امتصاص الصوديوم لدى هؤلاء المرضى من خلال تحفيز الخلايا في قنوات الصوديوم الظهارية في الخلايا الرئيسية لأنابيب التجميع الكلوية. وتسمح زيادة قنوات الصوديوم الظهارية الواقعة في الأغشية القمية من الخلايا الرئيسية بامتصاص المزيد من الصوديوم، وهو ما قد يؤدي إلى زيادة مؤقتة في امتصاص السائل أيضًا. ومع ذلك، في غضون أيام قليلة، يعود امتصاص الصوديوم إلى وضعه الطبيعي كما يتضح من مستويات الصوديوم في البول العادي لدى هؤلاء المرضى.
لا تشمل الآلية المقترحة لهذه الظاهرة الحساسية المنخفضة لمستقبلات القشرانيات المعدنية للألدوستيرون، لأنه دائمًا ما ينخفض البوتاسيوم في الدم لدى هؤلاء المرضى، الذي يكون نتيجة مباشرة عن الإفراز الناتج عن قنوات الصوديوم الظهارية. وعلاوة على ذلك، يحتفظ هؤلاء المرضى بتوازن الكهارل، مما يستبعد إمكانية إيقاف نقل الصوديوم إلى أماكن أخرى في الكلى. وفي الواقع، إذا تم حظر أي نقل آخر للصوديوم مثل مضاد ناقل الصوديوم- الهيدروجين في أنبوب داني أو الناقل المشترك للصوديوم والبوتاسيوم والكلورايد للبروتين الغشائي المدمج في عقدة هنلي السميكة الصاعدة، فإنه يُتوقع حدوث اضطرابات كهارل أخرى، مثل تلك التي لُوحظت عند استخدام مدرات البول.
وبدلاً من ذلك، أظهرت تجارب عزل ضغوط النضح التي لوحظت من خلال الشعيرات الدموية الكبيبية من الضغوط المنتظمة المتزايدة بسبب فرط الألدوستيرونية، أظهرت أن إفراز الصوديوم ظل عند الحد الأدنى حتى يتم تعريض الكلى لضغوط نضح تصاعدية. أدت هذه التجارب إلى ترجيح أن ضغوط النضح العالية في البداية نتيجة لزيادة امتصاص الصوديوم والماء في حالة فرط الدوستيرون تتسبب في الواقع في «ارتجاع» الصوديوم والماء في الأنابيب.
وعادة ما يُمتص الصوديوم والماء من الأنابيب ويتم إفراغهما في النسيج الخلالي. من هناك، تحفز قوى ستارلينغ الممال لتحريك المياه والصوديوم في الشعيرات الدموية المحاطة بالنبيبات. وبسبب ضغوط السائل في الأنابيب، يتكافأ النسيج الخلالي مع الشعيرات الدموية المحاطة بالنبيبات، ويتحكم الضغط الجرمي في التدفق.
وفي العادة تكون الضغوط الجرمية أعلى في الشعيرات الدموية المحاطة بالنبيبات، لأن تكوين البروتين في النسيج الخلالي ضئيل وبالتالي، يترك الصوديوم والمياه الحيز الخلالي ويدخلان في الشعيرات الدموية. وعندما يتم رفع ضغط السوائل في الشعيرات الدموية المحاطة بالنبيبات، مثل تلك الملحوظة في فرط الألدوستيرونية، فإن قوى ستارلينغ تبدأ في دعم «ارتجاع» الصوديوم والماء من النسيج الخلوي إلى الأنابيب - وبالتالي يرتفع إفراز الصوديوم. وهذه هي الآلية المقترحة لـ«انفلات القشرانيات المعدنية» وهذا يوضح كيفية قدرة المرضى الذين يعانون من زيادة مستويات الألدوستيرون على الحفاظ على توازن الصوديوم وتجنب حالة الاستسقاء.